# Mihailo Lalić
Mihajlo Lalić (Михајло Лалић), največji sodobni črnogorski književnik, * 7. oktober 1914, Trepča pri Beranah, Črna gora, † 30. december 1992, Beograd.
Lalić je že kot študent deloval v organiziranem študentskem gibanju, s članki pa je sodeloval tudi pri časopisih. Udeležil se je tudi NOB. V svojih romanih piše o delavcih, študentih, kmetih in borcih prvih partizanskih odredov.
Napisal je več romanov. Njegova najpomembnejša dela so: Steze svobode, Izvidnica, Prvi sneg, Svadba, Lelejska gora in Hajka. Za roman  Lelejska gora je leta 1963 prejel Njegošovo nagrado. To delo predstavlja poleg romana Hajka vrhunec njegove proze.